# Myristica colinridsdalei
Myristica colinridsdalei là một loài thực vật thuộc họ Myristicaceae. Đây là loài đặc hữu của Philippines.